# Pigeonnier de l'abbaye de Montierneuf
Le pigeonnier de l'abbaye de Montierneuf est un bâtiment à Saint-Agnant, une commune du département de la Charente-Maritime dans la région Nouvelle-Aquitaine en France. Le pigeonnier est classé au titre des monuments historiques le 15 juin 1951.
Bertrand Daugeraud, intendant puis prieur-seigneur de Montierneuf, fait édifier en 1513 un pigeonnier de 2 959 boulins. Chacun travaillé en pierre de taille calcaire et prévu pour un couple de pigeons. À l'intérieur, un système mobile d'échelles de bois sur potences permet d'accéder à tous les boulins.

## Liens externes

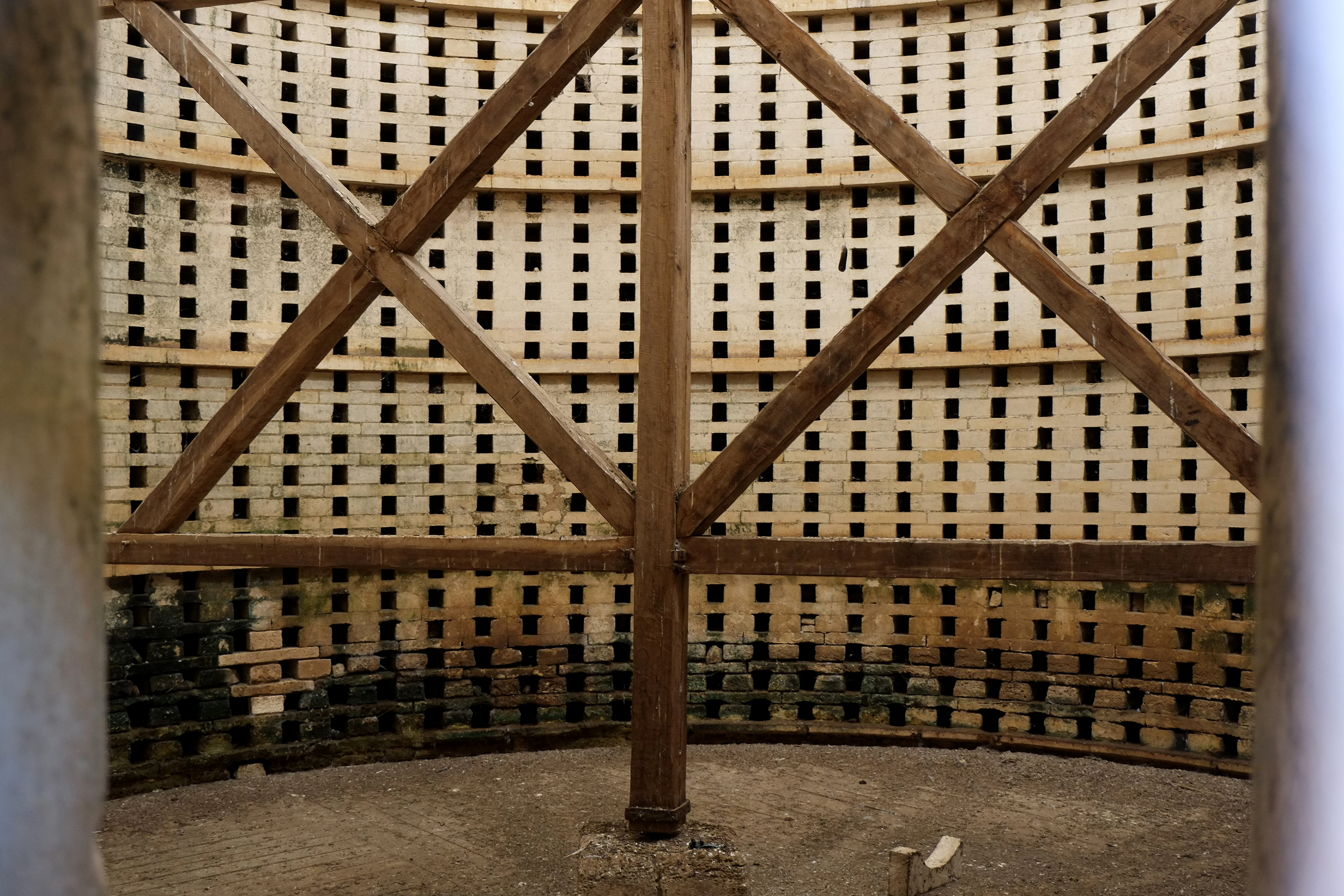
Intérieur du pigeonnier avec des boulins